# Armand Carrel

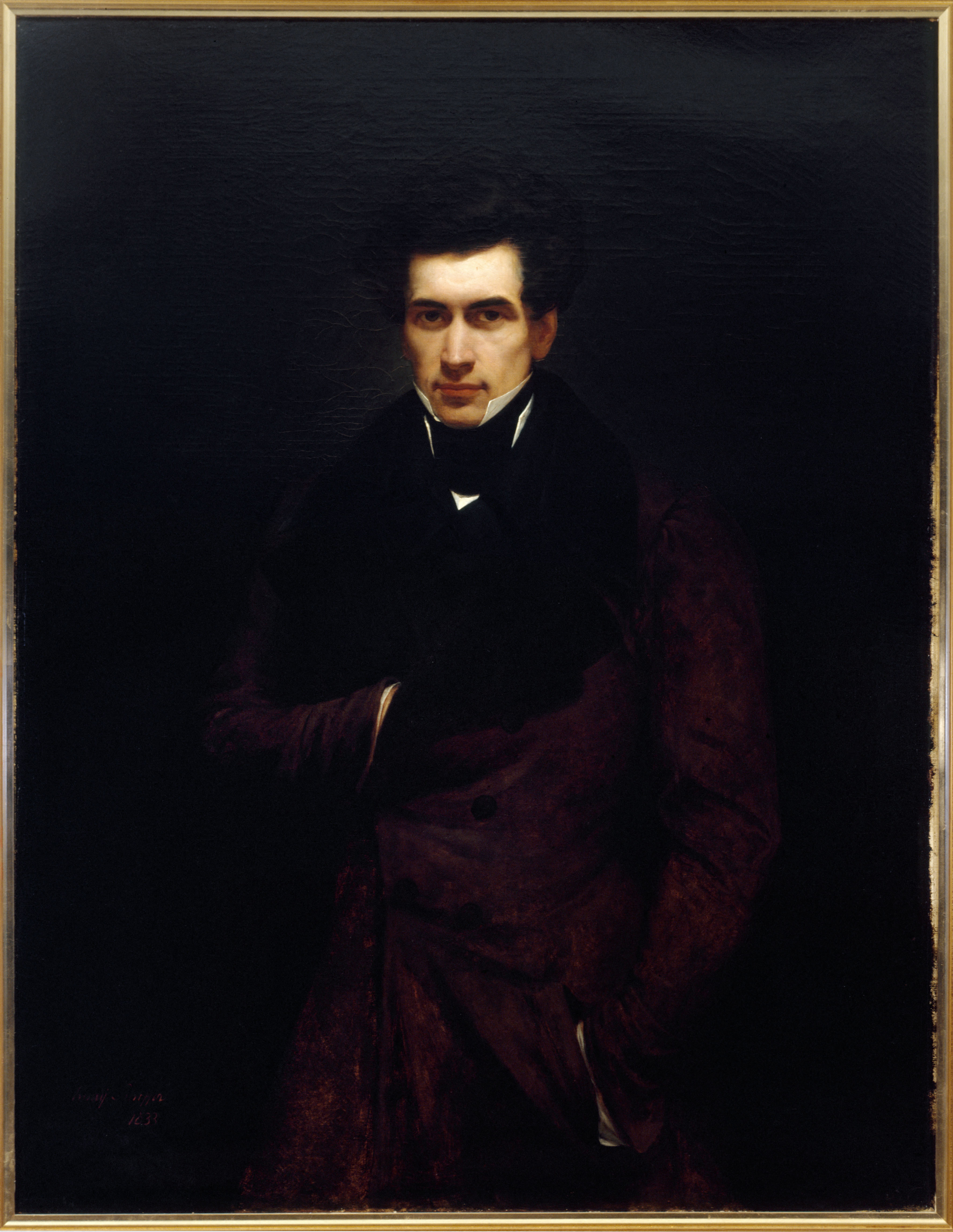
Armand Carrel, porträtiert von Ary Scheffer

Armand Carrel (* 8. Mai 1800 in Rouen; †  24. Juli 1836 in Saint-Mandé) war ein französischer Publizist. Er erlangte Bedeutung im Vorfeld der Französischen Julirevolution von 1830 und in den folgenden Jahren, unter anderem als Mitherausgeber und zeitweiliger Chefredakteur der Zeitung Le National.

## Leben
Armand Carrel wurde als Sohn eines wohlhabenden Kaufmanns in Rouen geboren. Er erhielt eine Ausbildung zum Offizier in der Militärschule Saint-Cyr.
1819 wurde er Unterleutnant und trat 1823 in Barcelona in das Freikorps Minas ein. Er wurde von französischen Truppen in Spanien gefangen genommen und durch kriegsgerichtlichen Spruch zum Tode verurteilt, wovor ihn jedoch ein Formfehler im Urteil rettete. Nach einjähriger Gefangenschaft wurde er freigelassen.
Carrel ging nach Paris und schloss sich Adolphe Thiers, François Mignet und Augustin Thierry an. Auf Rat Thierrys schrieb er ein Buch über die Geschichte Schottlands. 1827 folgte eine Darstellung der Gegenrevolution in England unter Karl II. und Jakob II. .
Mit Mignet, Sautelet und Thiers wurde er 1830 Herausgeber der Zeitschrift Le National, die bald an der Spitze aller Oppositionsjournale im Vorfeld der Julirevolution von 1830 stand. Ein weiterer Mitredaktor war Albert Stapfer. Nach der Revolution wurde er erster Redakteur dieser Zeitung. In der folgenden Julimonarchie hielt er an seinen republikanischen Grundsätzen unter Anfeindungen und Verfolgungen fest, verteidigte sie 1833 in einem Duell gegen einen legitimistischen Journalisten und wurde 1834 zu einer sechsmonatigen Gefängnisstrafe verurteilt. Auch danach setzte er sich weiter für seine politischen Ansichten ein.
In einem Artikel im National vom 10. Dezember 1834 bezeichnete Carrel die Hinrichtung von Michel Ney im Jahre 1815 als „Mord“. Dafür musste er sich umgehend in einem Prozess von der Chambre des Pairs verantworten. Dabei kam ihm Rémy-Isidore Exelmans, Mitglied der Chambre des Pairs, zu Hilfe, der die Hinrichtung Neys seinerseits einen Justizmord nannte. Der Prozess löste auf Seiten der Anhänger wie auf Seiten der Widersacher Carrels im Gerichtssaal heftige Reaktionen aus; es kam zu Tumulten. Carrel wurde zu einer Geldstrafe von 10.000 Francs und zwei Jahren Gefängnis verurteilt. Der National wurde fortan streng überwacht und mehrfach zensiert.
Nach beleidigenden Angriffen Émile de Girardins, des Herausgebers der neu gegründeten Zeitung La Presse, auf den National und auf Carrel kam es zwischen beiden am 22. Juli 1836 zu einem Duell. Carrel erlitt eine Verletzung, der er zwei Tage später erlag. Sein Begräbnis wurde zum Anlass einer Demonstration von Liberalen gegen die Regierung.
Carrels Œuvres politiques et littéraires wurden später von Émile Littré und Jean-Baptiste-Alexandre Paulin herausgegeben.

## Schriften
- Emile Littré, Jean-Baptiste-Alexandre Paulin (Hrsg.): Œuvres politiques et littéraires. Mises en ordre annotées et précédées d’un notice bibliographique sur l’auteur. 5 Bände. Éditions Chamerot, Paris 1857–1859.